# بنسرازید
بنسرازید (انگلیسی: Benserazide) یک بازدارنده ال آمینو اسید دکربوکسیلاز یا DOPA دکربوکسیلاز با اثر محیطی است که قادر به عبور از سد خونی مغز نیست.
لوودوپا یک پیش‌ساز برای انتقال‌دهنده عصبی دوپامین است که برای افزایش سطح آن در سیستم عصبی مرکزی تجویز می‌شود. با این حال، بیشتر لوودوپا قبل از رسیدن به مغز به دوپامین دکربوکسیله می‌شود، و از آنجایی که دوپامین قادر به عبور از سد خونی مغز نیست، این منجر به سود درمانی کمی با عوارض جانبی قوی محیطی می‌شود.
بنسرازید دکربوکسیلاسیون لوودوپا را مهار می‌کند و از آنجایی که نمی تواند از سد خونی مغز گذر کند، به جای آن دوپامین تنها در مغز ایجاد می‌شود. اثرات نامطلوب ناشی از دوپامین محیطی، مانند انقباض عروق، حالت تهوع و آریتمی به حداقل می‌رسد. با این حال، بنسرازید نمی تواند عوارض جانبی لوودوپا با واسطه مرکزی، به ویژه دیسکینزی را کاهش دهد.
بنسرازید به تنهایی اثر درمانی کمی دارد و اثر آن به صورت سینرژیک در ترکیب با لوودوپا رخ می‌دهد.